# Benoitinus
Benoitinus is een geslacht van hooiwagens uit de familie Samoidae.
De wetenschappelijke naam Benoitinus is voor het eerst geldig gepubliceerd door M. Rambla in 1983. 

## Soorten
Benoitinus is monotypisch en omvat slechts de volgende soort:
- Benoitinus elegans